# Europejska Nagroda Muzyczna MTV dla najlepszego holenderskiego wykonawcy
Europejska Nagroda Muzyczna MTV dla najlepszego holenderskiego i belgijskiego wykonawcy – nagroda przyznawana przez redakcję MTV Holandia podczas corocznego rozdania MTV Europe Music Awards. Nagrodę dla najlepszego holenderskiego wykonawcy po raz pierwszy przyznano w 2000 r. W latach 2004–2010 przyznawana była nagroda dla najlepszego holenderskiego i belgijskiego wykonawcy. O zwycięstwie decydują widzowie za pomocą głosowania internetowego i telefonicznego (smsowego).

## Laureaci oraz nominowani do nagrody MTV
| Rok  | Laureat       | Nominowani                                                                 |
| ---- | ------------- | -------------------------------------------------------------------------- |
| 2000 | Kane          | - Anouk - Bløf - Krezip                                                    |
| 2001 | Kane          | - Anouk - Bastian - Brainpower - Johan                                     |
| 2002 | Brainpower    | - Di-rect - Kane - Sita - Tiësto                                           |
| 2003 | Tiësto        | - Beef - Bløf - Junkie XL - Kane                                           |
| 2011 | Ben Saunders  | - Afrojack - Baskervilles - De Jeugd van Tegenwoordig - Go Back to the Zoo |
| 2012 | Afrojack      | - Chef Special - Eva Simons - Gers Pardoel - Tiësto                        |
| 2013 | Kensington    | - Afrojack - Armin van Buuren - Nicky Romero - Nielson                     |
| 2014 | Kensington    | - Chef’Special - Hardwell - Martin Garrix - Mr. Probz                      |
| 2015 | Kensington    | - Dotan - Martin Garrix - Natalie La Rose - Oliver Heldens                 |
| 2016 | Broederliefde | - Douwe Bob - Julian Jordan - Ronnie Flex - Sam Feldt                      |
| 2017 | Lil’ Kleine   | - Boef - Chef’Special - Lucas & Steve - Roxeanne Hazes                     |
| 2018 | $hirak        | - Maan - Ronnie Flex - Naaz - Bizzey                                       |
| 2019 | Snelle        | - Josylvio - Maan - Nielson - Yung Felix                                   |